# Кубиязовский сельсовет
Кубиязовский сельсовет — муниципальное образование в Аскинском районе Республики Башкортостан Российской Федерации.

## История
В 1980 году из сельсовета была исключена деревня Пановка.
Согласно «Закону о границах, статусе и административных центрах муниципальных образований в Республике Башкортостан» имеет статус сельского поселения.

## Население
| 2002  | 2009  | 2010  | 2012  | 2013  | 2014  | 2015  |
| ----- | ----- | ----- | ----- | ----- | ----- | ----- |
| 1859  | ↘1740 | ↘1463 | ↘1436 | ↘1410 | ↘1399 | ↘1386 |
| 2016  | 2017  |       |       |       |       |       |
| ↘1359 | ↘1343 |       |       |       |       |       |

## Состав сельского поселения
| № | Населённый пункт | Тип населённого пункта       | Население |
| - | ---------------- | ---------------------------- | --------- |
| 1 | Кубиязы          | село, административный центр | ↘1212     |
| 2 | Утяшино          | деревня                      | ↘182      |
| 3 | Матала           | деревня                      | ↘56       |
| 4 | Авадай           | деревня                      | ↘13       |